# Consiglio regionale del Nord-Passo di Calais
Il Consiglio regionale del Nord-Passo di Calais (in francese Conseil régional du Nord-Pas-de-Calais) è stata l'assemblea deliberativa della regione francese del Nord-Passo di Calais, fino al 31 dicembre 2015, in seguito all'annessione della regione alla Piccardia per formare la nuova regione Alta Francia.
Il consiglio era composto da 113 membri e ha avuto sede dal 2008 fino alla scomparsa presso l'hôtel de région, situato in avenue du Président-Hoover, a Lilla.
Il suo ultimo presidente è stato Daniel Percheron.

## Storia
Nel 1972, la legge del 5 luglio 1972 ha segnato l'avvio di una riforma territoriale con la creazione di consigli regionali, prima denominati enti pubblici regionali (EPR).
L'EPR Nord-Passo di Calais è stato istituito nel 1974 e il suo primo presidente (Pierre Mauroy è stato eletto il 9 gennaio 1974 durante la sua prima sessione plenaria nel municipio della prefettura di Lilla, poiché la nuova istituzione non aveva ancora nessuna sede. La sua sede fu quindi allestita nel centro di Lilla, con l'utilizzo delle sale Nouveau Siècle a Lilla nel 1992 per riunioni plenarie o eventi vari, prima della costruzione dell'attuale sede.
Come nelle altre regioni, l'ente pubblico regionale del Nord-Passo di Calais è quindi composto da tutti i parlamentari della regione (senatori e deputati) e da un numero uguale di rappresentanti nominati dai consigli generali e dai membri delle principali municipalità, eletti al loro interno.
Ha un budget modesto, votato ogni anno e composto da poche tasse fiscali - patente di guida, tassa aggiuntiva sui documenti di immatricolazione integrata con prestiti per finanziare attrezzature di interesse regionale. Il prefetto di regione (rappresentante dello Stato) è anche l'esecutore delle decisioni votate dai rappresentanti eletti del consiglio regionale. Questo consiglio è accompagnato da un “comitato economico e sociale” (che sarà ribattezzato consiglio economico e sociale regionale nel 1992), che è un'assemblea composta da rappresentanti dei vari settori socio-economici. Redige relazioni, viene consultato dalla giunta regionale e fornisce pareri alla giunta stessa.